# آندره لوئیز نیتزکی
آندره لوئیز نیتزکی (به پرتغالی: André Luis Neitzke) هافبک اهل برزیل است که در شهر پارانا، برزیل و در تاریخ ۲۴ نوامبر ۱۹۸۶ به دنیا آمده‌است.
آندره لوئیز نیتزکی در تیم‌های فوتبال Caxias do Sul، سرزو اوساکا سابقهٔ حضور دارد.